# Джон Бенитес
Джон Бенитес, познат като Джон Джилибийн Бенитес (роден на 7 ноември 1957 г.) е американски барабанист, китарист, автор на музикални текстове, диджей, артист, занимавал се с правенето на ремикси и музикален продцент от Пуерто рикански произход. Джилибийн Бенитез е продуцирал и ремискирал артисти като Мадона, Уитни Хюстън, Майкъл Джексън и Пойнтър Систърс.

## Биография
Майката на Бенитес се мести от Пуерто Рико в Америка в началото на 1950 г., отсядайки в Южен Бронкс (Ню Йорк). Тя отглежда три деца, бивайки самотна майка, а Джон е нейното второ дете. Роден в Ню Йорк, малкия Джонатан Бенитез израства с музиката, увлечен по колекцията от грамофонни плочи на сестра си, която го кръства „Джилибийн“ (jellybean- жилирано човече), съвпадащо с инициалите на момчето. Бенитез е ученик в Де Вит Клинтън и гимназията Джон Ф.Кенеди, но напуска преди завършването си.
След преместването си в Манхатън през 1975 г. Бенитез открива диско клубовете, които зараждат интереса му към диджейството. Съвсем скоро Джон вече свири в нощен клуб, именован Експеримент 4. През 1980 г. Бенитез се записва в Бронкс Комюнити Колидж, където учи маркетинг и продажби. Скоро той се превръща в диджей на повикване и записва участия в емблемантични клубове като Electric Circus и Studio 54. През 1981 г. Джон е издигнат за резидент диджей на клуб Funhouse. Паралелно с това, Бенитез води уикенд денс радио шоу на честотите на радио WKTU.

## Музикална кариера

### Връзката с Мадона
Бенитез започва да ремиксира сингли като Джими Спенсър – „Дъ Бъбъл Бънч“, Рокърс Ревендж- „Уолкинг он съншайн“ и Африка бамбата – „Планет рок“. Стивън Брей от групата Брекфаст клуб иска Джон да ремиксира тяхно парче. Този момент е изключително важен по отношение на контактът му с Мадона, която „гравитира“ около бандата на Брей по това време. Романтичната връзка която се заражда между Джон и Мадона продължава около две години. Бенитез е въвлечен в ремиксиране на едноименния албум на бъдещата супер звезда през 1983 г., включвайки негов труд по сингли като „Evrybody“, „Boarderline“ и „Lucky star“. Джон също така продуцира хитът „Holliday“.

### Ремикси за други артисти
Бенитез продуцира топ тен сингълът на Уитни Хюстън „Love will save the date“ от нейния албум „Уитни“ като работи по ремикси за имена като Хал & Оутс, Джордж Бенсън, Шаламар, Джослин Браун, Пати Аустин, Шейна Естън, Толкинг Хедс, Джеймс Инграм, Били Джоел, Дъ Пойнтър Систърс, Майкъл Джексън и Пол Макартни.
Джон бива също артист и авторско име, под което се издават сингли и друга продукция, въпреки че изключително рядко се занимава с вокална дейност. Такива проекти има с Мадона за „Сайдуолк Толк“, „Дъ риъл Тинг“ (Изкачило се до номер 13 в Англия през 1987), в което участва Стивън Данте. „Who found who? (стига до нмер 10 в Англия през 1988) с Елиса Морило; „Джъст а Мираж“ (отново тринадесета позиция в Англия през 1988) с вокали на Аделе Вертей.
Когато вокалът на Джоселин Браун бива използван в сингъл/дъб версията на световноизвестния хит сингъл Снап!- Дъ Пауър, Джилибийн признава нарушаването на авторските права на песента „Ловс гона гет ю“ (от която той взема семплите „Итс гетинг кайнд а хеви“ и „хи кулд брейк май харт“) за продукцията на Снап!. Джоселин Браун по-късно ще каже:
| “ | „Мисля че бях окрадена, че бях ограбена; мисля, че никой дори не го интересуваше фактът че аз бах вокалистът в този проект и никой не ми заплати за труда. Никой не уважи обстоятелството че тези семпли и вокали бяха взети от мой предходен проект. Никой не прие реакцията ми върху това посегателство по какъвто и да е повод, което беше изключително болезнено, нещо повече. Бе изключително трудно да съзра, че всеки друг бе склонен да пренебрегне фактите, освен мен. Така е и до ден днешен- по същия начин. Много сериозни права. Всичко това бе само защото Джилибийн даде правата и не уважи никой друг, и той го знае.“ | ” |

Така или иначе, Чил Роб Джи казва „Итс кайнд оф хектик“ което е вокален семпъл от друга версия на Снап!.

### Прякорът/псевдонимът Джилибийн
Бенитез завзема две върхови позиции с поп хитове в Щатите през 1980 г. с продукция създадена и издадена под артистичния псевдоним Джилибийн: „Сайдуолк Толк“ (18 позиция в Щатите), сучастието на Мадона; „Ху фаунд ху“ (16 позиция в Щатите), с участието на Елиса Морило. Той успава да достигне девет пъти топ тен на Щатската класация за гореща танцувална музика, в това число имайки три попадения, калсирали се номер едно! Други вокалисти, които са свирили върху продукция на Джилибийн са Аделе Бертей, Ричард Дербишир и Ники Харис. Заглавието му от 1984 г. с Бейб Рутх -“ Мексиканеца" (с вокалите на неговия оригинален вокалист Жанита Наан) е посрещнато като главен момент в електро- хип-хоп ъндърграунд сцената и е първият му номер едно горещ танцувален хит за Щатския чарт.

## Понастоящем
Бенитез е собственик на Джилибийн промоушън, ДжиБи рекординг и ДжиБи Публишинг. През 1995 той създава непокорния рекорд лейбъл ХОЛА (Хаус оф Латин Артистс), който разгръща хип-хоп и ритъм енд соул музиката с двуезични артисти и издания едновременно на английски и испански. Воксес оф Теори са артисти открити от въпросния лейбъл.
На 19 септември, Бенитез е добавен в Залата на славата на танцувалната музка за неговия принос като продуцент и диджей.

### Продукция и ремикси
- „Planet Rock“ Afrika Bambaataa
- „Flashdance… What a Feeling“ Irene Cara
- „Sidewalk Talk“ Jellybean featuring Catherine Buchanan and Madonna
- „Who Found Who“ Jellybean featuring Elisa Fiorillo
- „Holiday“ Madonna
- „Borderline“ Madonna (remixer)
- „Lucky Star“ Madonna (remixer)
- „Everybody“ Madonna (remixer)
- „Crazy for You“ Madonna
- „Gambler“ Madonna
- „Love Will Save the Day“ Whitney Houston
- „Pack Jam“ The Jonzun Crew
- „Living in a Box“ Living in a Box
- „Feel the Spin“ Debbie Harry
- „What's It Gonna Be“ Jellybean featuring Niki Harris
- „The Mexican“ Jellybean featuring Babe Ruth's (Janita Haan)
- „The Lover That You Are“ Pulse featuring Antoinette Roberson.

### Саундтрак продукции
Между компилациите с музика към филми за които е работил Джилибийн са Back to the Future, Top Gun, Flashdance and Footloose.